# Eva Joly
Eva Joly (ur. 5 grudnia 1943 w Oslo jako Gro Eva Farseth) – francuska prawniczka, sędzia śledczy i polityk pochodzenia norweskiego, posłanka do Parlamentu Europejskiego VII i VIII kadencji.

## Życiorys
W wieku 18 lat przyjechała jako au pair do Francji, gdzie wyszła za mąż za obywatela Francji. Pracowała jako sekretarka, ukończyła wieczorowe studia prawnicze. W 1981 objęła stanowisko zastępcy prokuratora w Orleanie. W 1990 została sędzią śledczym ds. finansowych przy Sądzie Kasacyjnym w Paryżu. Prowadziła postępowania w licznych aferach korupcyjnych, w tym śledztwa dotyczące byłego ministra Bernarda Tapie, afer związanych z bankiem Crédit Lyonnais i koncernem petrochemicznym Elf.
Stała się jednym z czołowych działaczy postulujących walkę z korupcją. Obok takich osób, jak m.in. Baltasar Garzón, Antonio Di Pietro i Mary Robinson, brała udział w 2003 w przygotowaniu „deklaracji paryskiej”, międzynarodowego apelu o podjęcie powszechnych kroków mających na celu usprawnienie walki z patologiami (w tym postulaty wprowadzenia konfiskaty nieznanego pochodzenia majątków posiadanych przez polityków). Została uhonorowana tytułem „Europejczyka Roku 2002”, przyznanym przez amerykański miesięcznik „Reader’s Digest”. Nakręcony w 2006 przez Claude’a Chabrola film L’Ivresse du pouvoir częściowo opiera się na działalności Evy Joly w wymiarze sprawiedliwości.
W 2009 została powołana przez rząd Islandii do zbadania ewentualnych wpływów przestępczości korupcyjnej i gospodarczej na zwiększenie skutków kryzysu finansowego. W tym samym roku z listy komitetu wyborczego Europe Écologie, zorganizowanego przez Daniela Cohn-Bendita, została wybrana do Parlamentu Europejskiego VII kadencji. Należy do Grupy Zielonych – Wolny Sojusz Europejski.
W wyborach prezydenckich we Francji przewidzianych na 22 kwietnia 2012 została kandydatką z ramienia partii zielonych. Jej program przewidywał m.in. likwidację energetyki jądrowej we Francji. Według sondaży z przełomu marca i kwietnia 2012 uzyskiwała poparcie wynoszące około 2%. W głosowaniu z 22 kwietnia 2012 otrzymała około 830 tys. głosów (2,31%), zajmując wśród 10 kandydatów 6. miejsce i przegrywając w pierwszej turze.
W 2014 Eva Joly została wybrana na kolejną kadencję Europarlamentu.

## Wybrane publikacje
- Notre affaire à tous, 2000.
- Korrupsjonsjeger: Fra Grünerløkka til Palais de Justice, 2001.
- Est-ce dans ce monde-là que nous voulons vivre?, 2003.